# Руденко, Антонина Павловна
Антонина Павловна Руденко (род. 28 мая 1950, Ялта, Крымская область) — советская пловчиха, трёхкратная чемпионка СССР, чемпионка Европы (1966). Мастер спорта СССР (1965). Рекордсменка СССР.

## Биография
Антонина Руденко родилась 28 мая 1950 года в Ялте. Начала заниматься плаванием в возрасте 12 лет в ДСО «Спартак». Тренировалась под руководством Бориса Скобелева, который работал с ней на протяжении всей её спортивной карьеры.
Специализировалась в плавании вольным стилем на короткие дистанции. Наиболее значимых успехов добивалась в середине 1960-х годов. В 1966 году вошла в состав сборной страны на чемпионате Европы в Утрехте, где завоевала золотую медаль в эстафете  4×100 метров и серебряную награду в комбинированной эстафете. В 1967 году стала чемпионкой СССР на дистанциях 100 и 200 метров, а также в эстафете 4×100 метров вольным стилем.
В 1968 году завершила свою спортивную карьеру. В 1972—1990 годах жила в Ереване, где работала инструктором-методистом по физкультуре и спорту в Ереванском физическом институте. С 2010 года проживает в городе Дзержинский Московской области.